# György Orbán (Jazzmusiker)
György Orbán (* 1978 in Budapest) ist ein ungarischer Jazzmusiker (Kontrabass).
Orbán begann mit 6 Jahren, klassische Gitarre zu erlernen. Mit 18 Jahren wechselte er zum Kontrabass. Mit dem Trio von Béla Szakcsi Lakatos veröffentlichte er 2004 das Album Na Dara!. Weiterhin ist er Mitglied der New Gypsy Jazz Formation von Béla Szakcsi Lakatos und spielt auf dem Album, das Tony Lakatos mit der (erweiterten) Band unter seinem Namen als Gypsy Colours (2005) aufgenommen hat. Überdies spielte er mit Viktor Tóth, mit dem er in unterschiedlichen Formationen Alben vorlegte, aber auch mit Zsolt Bende, mit Kálmán Oláh und im Duo mit Linda Kovács. Miklós Lukács holte ihn in sein Cimbiosis Trio, mit dem seit 2014 zwei Alben entstanden. Weiterhin ist er auf Gyula Babos’ Album Makrokozmosz (2016) zu hören, das mit dem um Trompeter Kornél Fekete-Kovács erweiterten Quartett mit dem Saxophonisten Gábor Winand, Drummer Tamás Czirják und Orbán entstand. Er hat auf mehreren internationalen Festivals gespielt.
2003 gewann Orbán den dritten Preis beim Jazz-Bassisten-Wettbewerb des ungarischen Rundfunks.